# Arantxa Aranguren Ilarregui
Arantxa Aranguren Ilarregui, (Pamplona, ?) és una actriu, amb experiència professional en teatre, cinema i televisió, guardonada per la Unión de Actores y Actrices com a millor actriu teatral de repartiment, i premi AISGE a millor interpretació femenina (Festival de Cans 2017). Va estudiar Art Dramàtic en la Escola Navarresa de Teatre i Estudis d'Interpretació Escènica en el Laboratori Teatral William Layton de Madrid.

## Premis d'interpretació
- Festival de Cans 2017. Premi AISGE a la millor interpretació femenina pel curtmetratge La Madrina de Pedro Sancho.
- Premi Unión de Actores a la millor actriu de repartiment de teatre 2006. (Así es, si así os parece).
- Premi Unión de Actores a la millor actriu de repartiment de teatre 2004. (Yo, Claudio).

## Teatre
- La viuda valenciana de Lope de Vega. Versió: Borja Rodríguez. Direcció: Borja Rodríguez. MIC PRODUCCIONES.
- Filoctetes de Sòfocles. Versió: Jordi Casanovas. Direcció: Antonio Simón. Festival Internacional de Teatro Clásico de Mérida 2018 y BITO PRODUCCIONES.
- Donde el bosque se espesa de Laila Ripoll i Mariano Llorente. Dirección: Laila Ripoll. Compañía Micomicon. Proyecto europeo UNREST (H2020).
- La casa de Bernarda Alba de Federico García Lorca. Direcció: Álvaro Morte. Compañía 300 Pistolas.
- Atlas de geografía humana d'Almudena Grandes. Adaptació: Luis García-Araus. Direcció: Juanfra Rodríguez.Centro Dramático Nacional.
- Ni con un pétalo de rosa de Nieve de Medina. Direcció: Juanfra Rodríguez.
- Realidad de Tom Stoppard. Direcció: Natalia Menéndez. Centro Dramático Nacional.
- Las cuñadas de Michel Tremblay. Direcció: Natalia Menéndez. Amb María Pujalte, Lola Casamayor, Lorena Berdún i Julieta Serrano.
- Así es, si así os parece de Pirandello. Direcció: Miguel Narros
- Diálogos de Javier y el mar de P. Lamet. Direcció: Ignacio Aranaz
- Agamenón d'Esquil. Direcció: Rosa Gª Rodero
- Yo, Claudio de Robert Graves. Direcció: José C. Plaza
- Volveremos a hablar de esta noche de Jaime Palacios. Direcció: Jaime Palacios
- La voz humana de Jean Cocteau. Direcció: Miguel Munárriz
- El amor de Fedra de Sarah Kane. Direcció: Carlos Marchena
- Cierra bien la puerta d'Ignacio Amestoy. Direcció: Francisco Vidal
- Dos amigos de Verona de William Shakespeare. Direcció: Carlos Marchena
- Top Girls de Caryl Churchill. Dirección: Magüi Mira
- Buero Vallejo. La realidad iluminada. Selecció de texts i dramatúrgia: Virtudes Serrano i Mariano de Paco. Direcció: Miguel Narros
- Los enamorados de Goldoni. Dirección: Miguel Narros
- La Estrella de Sevilla de Lope de Vega. Compañía Nacional de Teatro Clásico. Dirección: Miguel Narros
- Yonquis y yanquis de José Luis Alonso de Santos. Direcció: Francisco Vidal
- De mujeres y casamientos. Entremeses del siglo de Oro de Quevedo, Calderón y Quiñones de Benavente. Direcció: Fernando Rojas
- Opera Selene de Tomás Marco. Direcció: José Carlos Plaza
- Seis personajes en busca de autor de Luigi Pirandello. Direcció: Miguel Narros
- La doble inconstancia de Marivaux. Direcció: Miguel Narros
- La truhana d'Antonio Gala. Direcció: Miguel Narros
- Fiesta Barroca. El gran mercado del mundo de Calderón de la Barca. Direcció: Miguel Narros

## Televisió
- El secreto de Puente Viejo. BOOMERANG TV (2014, 2019-2020)
- Gigantes. MOVISTAR. LA ZONA (2018)
- El incidente. BOOMERANG TV (2017)
- Acacias 38. BOOMERANG TV (2015-2016)
- Gran Hotel. BAMBÚ PRODUCCIONES (2012)
- Los misterios de Laura. IDA Y VUELTA PRODUCCIONES (2011)
- Física o Química. IDA Y VUELTA PRODUCCIONES (2009)
- Euskolegas. PAUSOKA.
- La que se avecina. ALBA ADRIÁTICA.
- Sin tetas no hay paraíso. GRUNDY TELEVISIÓN
- La familia Mata. NOTRO FILMS.
- Amar en tiempos revueltos. DIAGONAL TV.
- Cuenta atrás. GLOBO MEDIA.
- Hospital Central. VIDEO MEDIA.
- Aquí no hay quien viva. MIRAMÓN MENDI.
- Compañeros. GLOBO MEDIA.
- Doble y más. MIRAMÓN MENDI.

## Cinema
- Dirección única. Ignacio Oliva.
- El silencio de la ciudad blanca. Daniel Calparsoro.
- Ola de crímenes. Gracia Querejeta.
- Donde el bosque se espesa. M.Angel Calvo Buttini. Twin Freaks y Salto de Eje P.C.
- La Madrina. Pedro Sancho. Premi AISGE a la millor interpretació femenina al Festival de Cans 2017.
- Perdiendo el norte. Nacho G. Velilla.
- Cordelias. Gracia Querejeta. Nominat Millor Curtmetratge de Ficció. XXX Premis Goya
- Quince años y un día. Gracia Querejeta.
- La voz dormida. Benito Zambrano.
- Las 13 rosas. Pedro Costa. Emilio Martínez Lázaro.
- XXL. Tripictures. Julio Sánchez Valdés.
- Mis estimadas víctimas. Pedro Costa.
- Ura, mara, mara. Realització: Inés Boza i Carles Mallol. Producció: Govern de Navarra–Euskal Telebista.